# Autobuses Urbanos de León
Autobuses Urbanos de León S.A. (ALESA) es la empresa, filial de ALSA, encargada de gestionar el servicio de autobuses urbanos de la capital leonesa. En 2006 obtuvo de nuevo la gestión del transporte urbano del municipio durante los siguientes 15 años, con una prórroga posible de otros 10 años.

## Detalles del servicio
Precios
La tarifa del billete ordinario es de 1,20 €, si bien el del bonobús es de 0,75 €, contando además con abonos mensual y anual y precios especiales para estudiantes y otros colectivos, entre un 40 y un 75 % de descuento.
Formas de pago
Cuenta con varios sistemas de pago: en metálico, mediante el abono por bonobús y a través de sistemas electrónicos, como la tarjeta de abono de transporte metropolitano o el carnet de miembro de la comunidad universitaria (que ejercen las funciones de monedero electrónico, expedidos por Caja España), o la Tarjeta Ciudadana, que además del pago de transporte permite otras transacciones como el préstamo gratuito de bicicletas, pago de la ORA y otras transacciones municipales.

## Líneas
Actualmente hay 13 líneas:
| Línea            | Recorrido                                     | Extensiones           | Horario laborables (I) | Horario sábados (II) | Horario festivos (III) | Frecuencia (I/II/III) | Servicio minusválidos |
| ---------------- | --------------------------------------------- | --------------------- | ---------------------- | -------------------- | ---------------------- | --------------------- | --------------------- |
| Línea 1 (ALESA)  | Armunia - Hospitales                          | Trobajo del Cerecedo  | 7:00 a 22:30           | 7:15 a 22:30         | 7:00 a 22:30           | 20'/30'/60'-30'       |                       |
| Línea 2 (ALESA)  | Doctor Fleming - Santo Domingo                | ---                   | 7:00 a 22:30           | 7:00 a 22:30         | 9:00 a 22:30           | 30'/60'/60'           |                       |
| Línea 3 (ALESA)  | Santo Domingo - Universidad                   | ---                   | 7:20 a 22:20           | No hay servicio      | No hay servicio        | 30'                   |                       |
| Línea 4 (ALESA)  | Pinilla - El Crucero - Universidad            | ---                   | 7:00 a 22:45           | 7:00 a 22:45         | 9:00 a 22:45           | 30'/60'/60'           |                       |
| Línea 5 (ALESA)  | Oteruelo - Santo Domingo                      | Parque Tecnológico    | 7:00 a 22:30           | 7:00 a 22:30         | 10:30 a 22:30          | 60'/60'-120'/120'     |                       |
| Línea 6 (ALESA)  | Puente Castro - Hospitales                    | Cementerio de León    | 7:10 a 22:30           | 7:15 a 22:15         | 7:15 a 22:15           | 20'/30'/60'-30'       |                       |
| Línea 7C (ALESA) | Estación de autobuses - Hospitales - El Ejido | ---                   | 7:15 a 22:15           | 7:00 a 22:30         | 7:00 a 22:30           | 30'/60'/60'           |                       |
| Línea 8 (ALESA)  | Santo Domingo - Trobajo del Cerecedo          | Polígono de Onzonilla | 7:00 a 22:30           | 7:00 a 22:30         | 10:00 a 22:30          | 60'/60'-120'/120'     |                       |
| Línea 9C (ALESA) | Hospitales - Estación de autobuses - El Ejido | ---                   | 7:00 a 22:30           | 7:00 a 22:30         | 7:00 a 22:30           | 30'/60'/60'           |                       |
| Línea 10 (ALESA) | El Crucero - Hospital Monte San Isidro        | ---                   | 7:25 a 22:10           | 7:25 a 22:10         | 7:25 a 22:10           | 60'/60'/60'           |                       |
| Línea 11 (ALESA) | Eras de Renueva - Polígono X                  | San Cayetano          | 7:00 a 22:30           | 7:00 a 22:30         | 9:00 a 22:30           | 30'/60'/60'           |                       |
| Línea 12 (ALESA) | Pinilla - Eras de Renueva - Universidad       | ---                   | 7:00 a 22:30           | 7:00 a 22:30         | No hay servicio        | 30'/60'               |                       |
| Línea 13 (ALESA) | La Chantría - Área 17                         | ---                   | 7:15 a 22:45           | 9:15 a 22:45         | 15:15 a 22:45          | 30'/60'/60'           |                       |

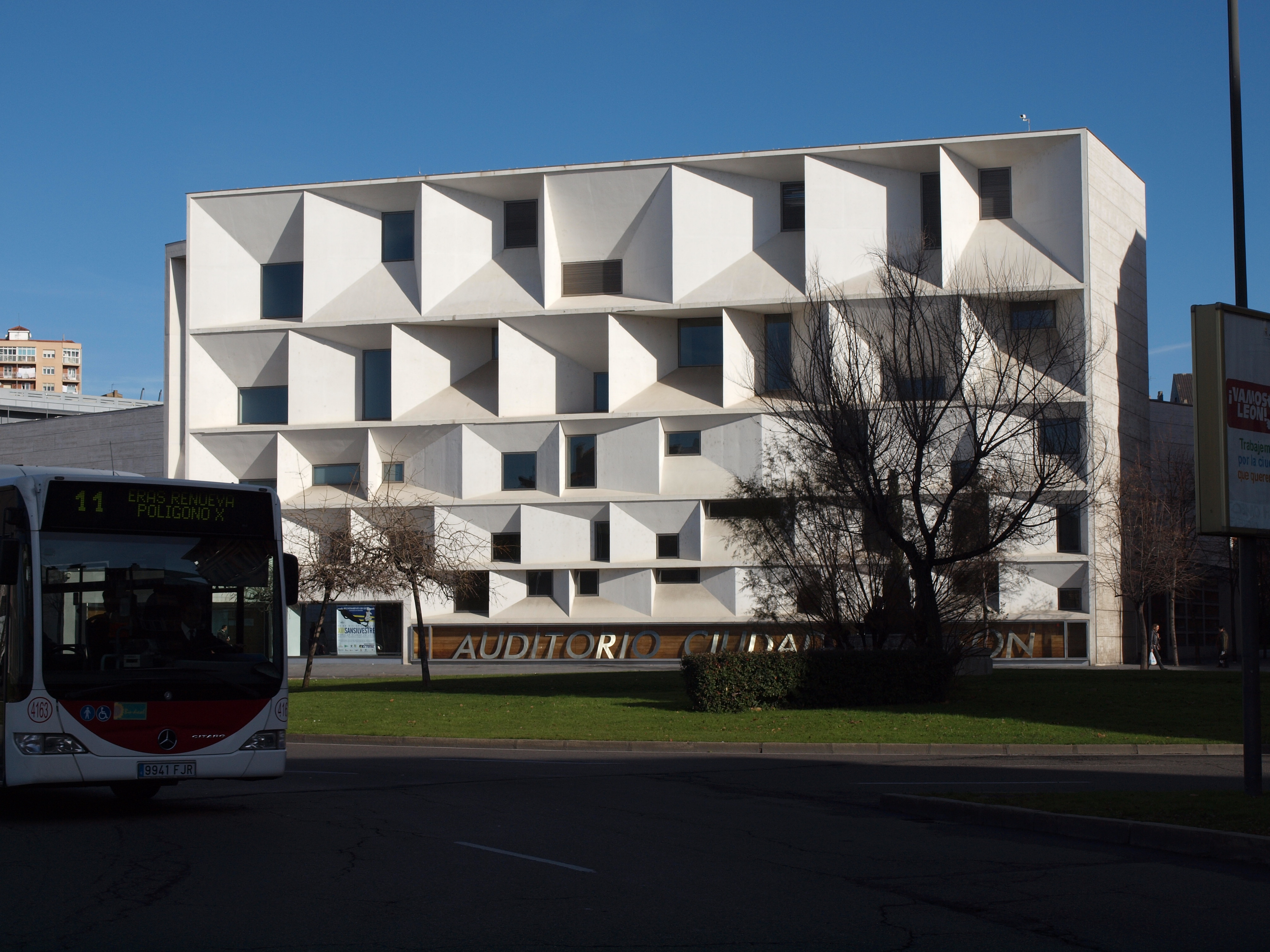
Autobús de la línea 11 a su paso por el auditorio Ciudad de León.

- Existió una línea 14 desde el año 2007, que operaba siempre con minibuses para hacer viable el paso de la línea por el casco antiguo de la ciudad, de calles estrechas. Con la reorganización de líneas y debido al recorte de 1,8 millones de euros de 2013, la línea 14 fue suprimida.[4]